# Onthophagus gorochovi
Onthophagus gorochovi es una especie de insecto del género Onthophagus de la familia Scarabaeidae del orden Coleoptera.

## Historia
Fue descrita científicamente por primera vez en el año 1998 por Kabakov.